# Oberschlesischer ethnografischer Park

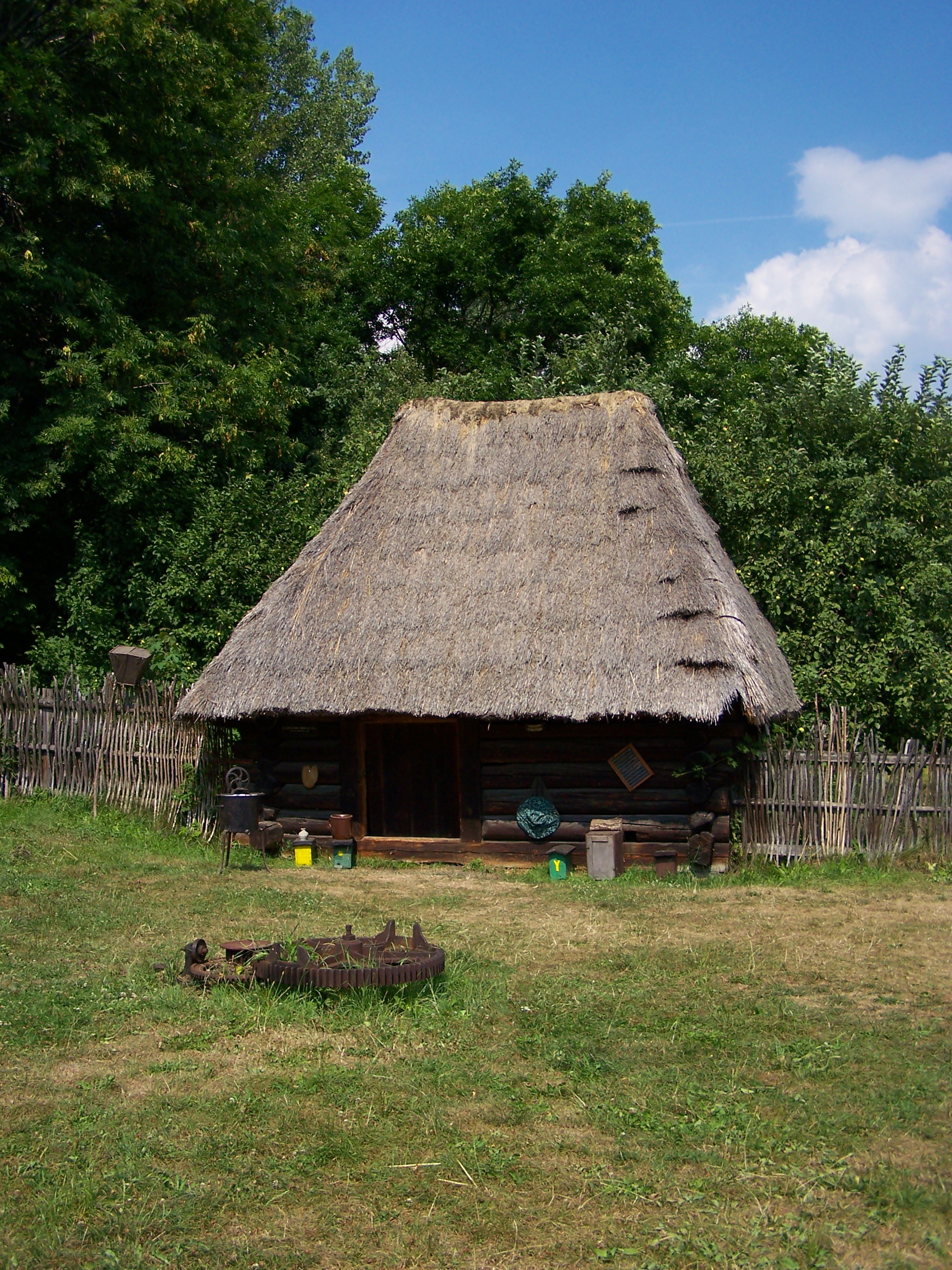
Scheune aus Kobiór (Kobier) im Oberschlesischen Ethnografie-Park.

Der Oberschlesische ethnografische Park (polnisch Górnośląski Park Etnograficzny) ist ein Freilichtmuseum im Schlesischen Kultur- und Erholungspark in Chorzów, Polen. Die Fläche des Parks beträgt 25 Hektar.  
Das Museum zeigt viele bäuerliche Bauwerke aus Ostoberschlesien und dem Teschener Schlesien – meist ausgeführt in Schrotholz sowie Blockhüttenbauweise. Am häufigsten vertreten sind Häuser aus den Beskiden, Bauernhöfe des Plesser Landes. Weiterhin sind eine Schrotholzkirche aus Nieboczowy (Niebotschau) aus dem 18. Jahrhundert sowie eine große Anzahl von Bauwerken und Gegenständen aus der Ortschaft Istebna im Teschener Schlesien erwähnenswert. 